# Coryne brachiata
Coryne brachiata är en nässeldjursart som beskrevs av Nutting 1901. Coryne brachiata ingår i släktet Coryne och familjen Corynidae. Inga underarter finns listade i Catalogue of Life.